# Zgłobice
Zgłobice – wieś w Polsce położona w województwie małopolskim, w powiecie tarnowskim, w gminie Tarnów. Znajduje się na prawym brzegu Dunajca, na Wysoczyźnie Zgłobickiej, przy drodze z Tarnowa do Wojnicza. Najwyższe wzniesienie ma wysokość 246 m n.p.m.  Z Tarnowem łączy wieś komunikacja miejska linii autobusowych: A24, A29, A30, A32.
W roku 2021 we wsi mieszkało 3040 osób, z czego 51.8% stanowiły kobiety, a 48.2% mężczyźni.
W latach 1975–1998 miejscowość administracyjnie należała do województwa tarnowskiego.
Podczas poszukiwań naftowych w otworach wiertniczych znaleziono sole kamienne na głębokości poniżej 1000 m.

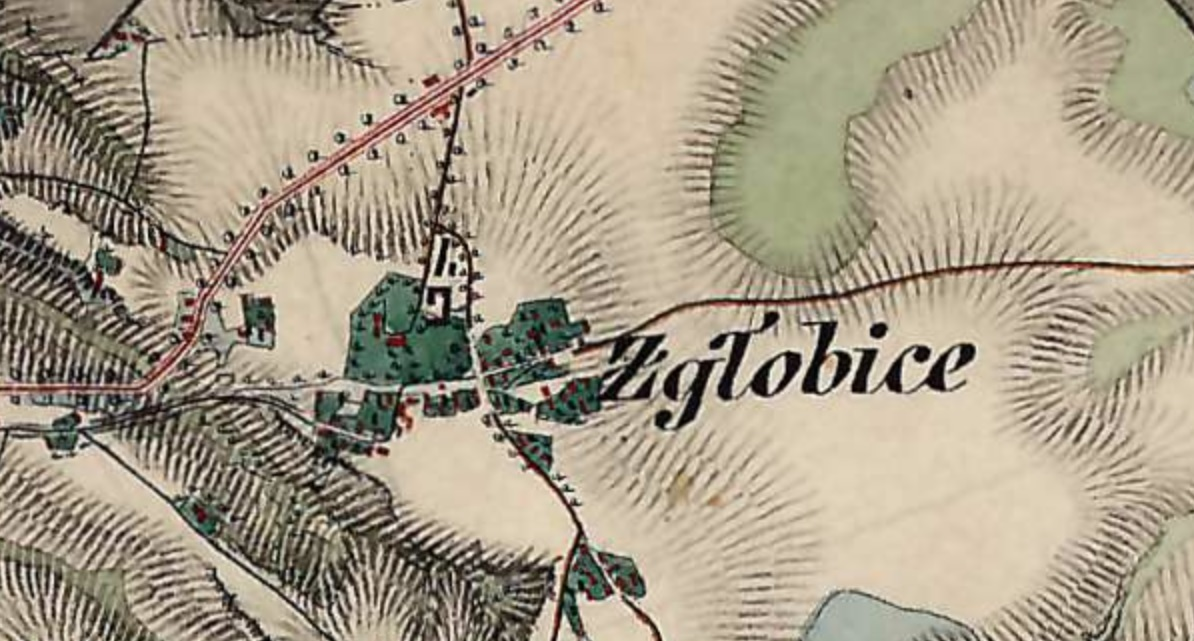
Zgłobice k.Tarnowa. ok. 1860

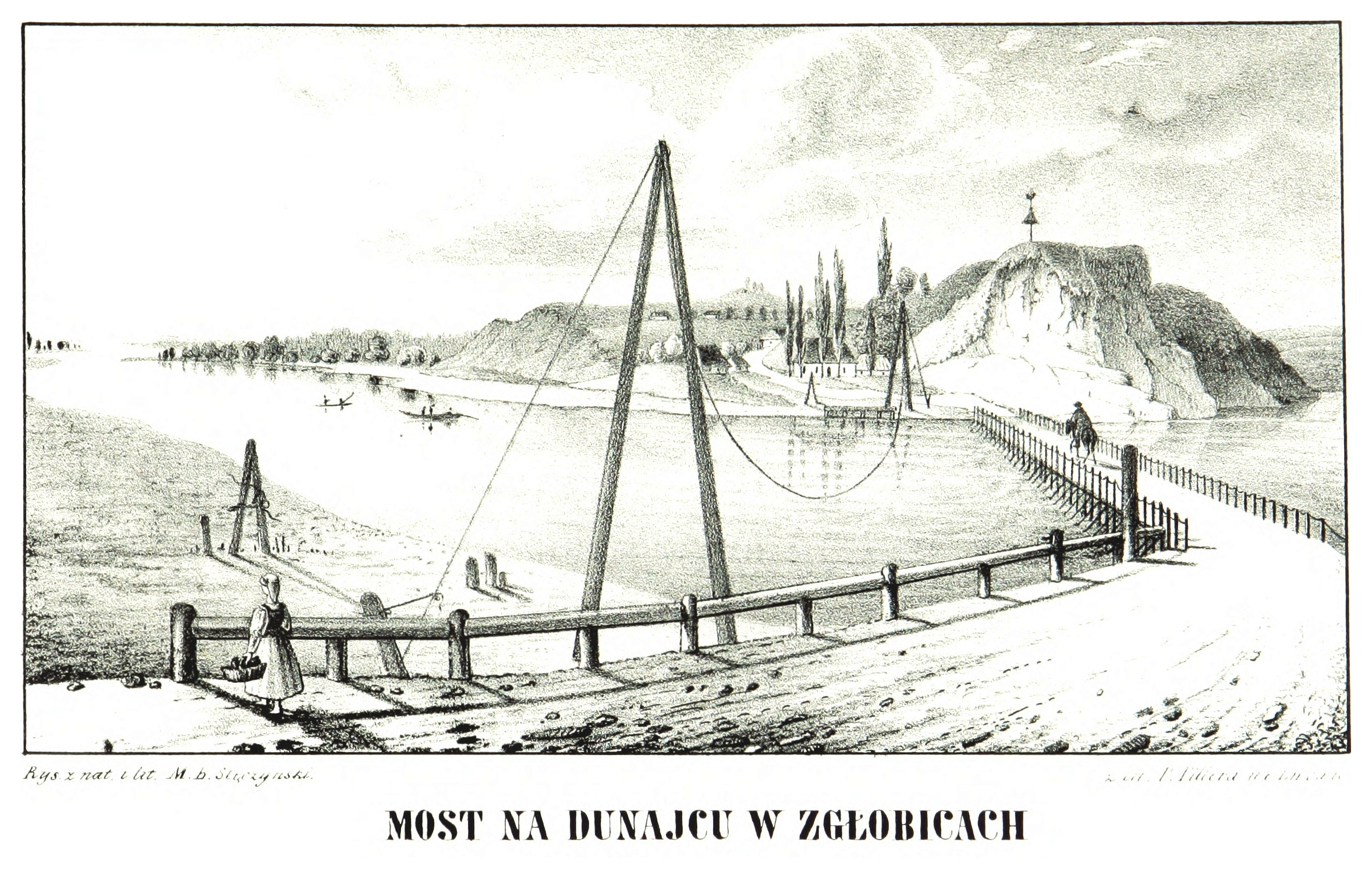
Most na Dunajcu w Zgłobicach ok. 1847r

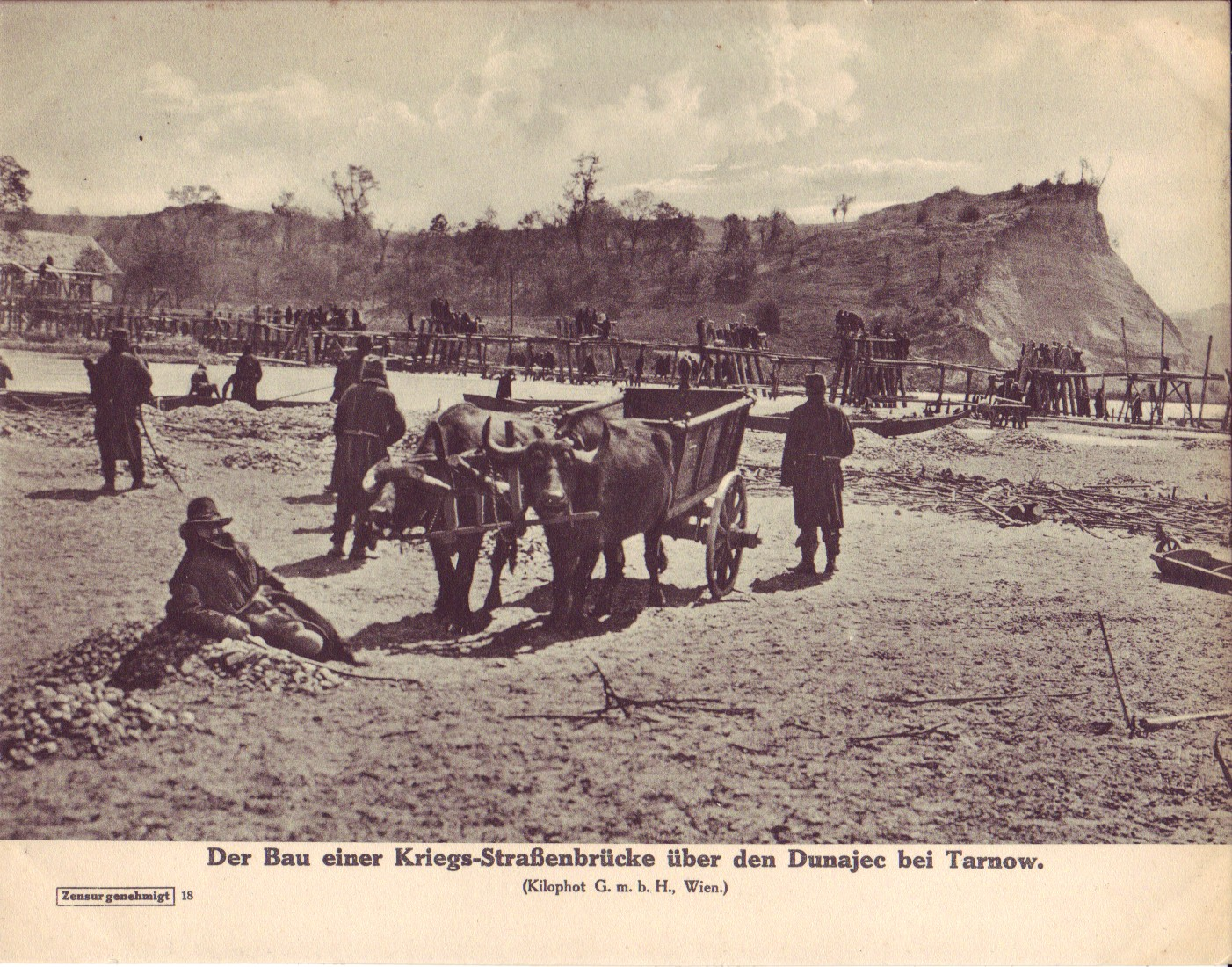
Odbudowa mostu na Dunajcu, zniszczonego podczas działań wojennych. W tle zgłobicka Skała. 1914/1915

## Części wsi
| SIMC    | Nazwa        | Rodzaj    |
| ------- | ------------ | --------- |
| 0833480 | Brzezinki    | część wsi |
| 0833496 | Jałowce      | część wsi |
| 0833504 | Nad Dunajcem | część wsi |
| 0833510 | Pod Dunajcem | część wsi |
| 0833527 | Urwiska      | część wsi |
| 0833533 | Zimna Woda   | część wsi |

## Toponimia
Najstarsze znane wzmianki dotyczące Zgłobic sięgają 1386 roku, wymieniają one pierwszego znanego właściciela wsi „Slobicze” Jana ze Zgłobic. Wieś należała do diecezji krakowskiej, parafii w Zbylitowskiej Górze. Mapa okolic z 1855 r. jedno ze wzgórz pomiędzy zabudowaniami wsi a Dunajcem określa mianem: Zgłobie. W języku staropolskim słowo zgłoba znaczyło tyle co zawała, przeszkoda. Wiązało się to zapewne z rzeką Dunajec i ostrymi wzniesieniami, które stanowiły znaczną przeszkodę na trakcie krakowskim. Obecne nazewnictwo przysiółków Jałowce i Brzezinki świadczy o dawnym drzewostanie porastającym wieś. Wpływ na miejscowe toponimy miało też rolnictwo, stąd Pasternik, Łąki. Z kolei rzeka Dunajec podmywając skarpę, przyczyniła się do nazwania położonego obok przysiółka mianem Urwiska.

## Historia wsi
Na wzgórzu zawieszonym nad Dunajcem istniało grodzisko z epoki brązu i wczesnego średniowiecza. Zostało ono wpisanego do rejestru zabytków decyzją nr 1247 z dnia 21 grudnia 1970 (nr katalogowy AZP 34/104-65). Przez lata rzeka podmywała wzniesienie tak, że w chwili obecnej istnieje jedynie część dawnego wzgórza, nad samym Dunajcem. Na tzw. mapie Miega z XVIII w. widać wyraźnie zarys całego grodziska, wielkością niewiele ustępującego pobliskim zamkom na Górze św. Marcina czy Trzewlin.
Wpływ na rozwój osadnictwa w tym miejscu miał zapewne Dunajec i przeprawa promowa na trakcie krakowskim z Sierakowic do Zgłobic, o czym świadczą wzmianki już od 1409 r.. Do traktu krakowskiego i przewozu na Dunajcu dołączała droga ze Szczepanowic, co również kilkakrotnie potwierdzają źródła. Prowadzona w kilku etapach regulacja Dunajca w celu ochrony przed powodziami podniosła jego żeglowność tak, że do Zgłobic mogą docierać barki o wyporności do 200 ton.
Pierwsze wzmianki o rodzie „de Slobicze” pochodzą z roku 1399, a wymienianymi osobami są: Tomek, Marcisz, Staszek i Milczko de Sglobicz. W pierwszej połowie XV wieku wymieniany jest Mikołaj de Zglobicz herbu Nowina. Tym samym herbem pieczętowali się Grzegorz, Dziersław i Piotr. Zgłobice w XV w. przekształciły się w wieś szlachecką, a o ich znaczeniu świadczy fakt zabiegania o te tereny. W XVI w. majątek do tej pory jednej rodziny uległ rozdrobnieniu tak, że w 1536 r. było aż 13 dziedziców. Poszczególne części (role) miały kilku, a nawet kilkunastu właścicieli m.in.: dziedziców Zbylitowskiej Góry, Mikołajowskich, później również Tarnowskich, Ostrogskich, Zamojskich. W 1504 r. folwarki dziedziczyli: Górski, Piotr Jakuszowski, Stanisław Białucha, Stanisław Dzietżek, Bernard i Stanisław Łysiacy, Piotr Mirosz, Mikołaj Białucha, Jan Bączałka. W księdze poborów z 1581 r. zapisano nazwiska dziedziców. Byli to: „Saraczki, Lissakowski,  Dziechnik, Bączalski, Miroschowski i Paluski mają 1 ½ łanu, które sami uprawiają”.

### Czasy rozbiorowe
Na przełomie XVIII i XIX w. nastąpiła regulacja koryta Dunajca, w wyniku której przewóz, most i przystań usytuowano koło tzw. skały w Zgłobicach. Około połowy XIX w. Zgłobice były również własnością Bukowskich. W 1827 głównym właścicielem wsi był Mateusz Bukowski. W 1852 folwark Brzeziny należał do Klary i Michała Jasieńskich.
W XIX w. część wsi należała do hrabiny Aleksandry Lanckrońskiej i prawdopodobnie to ona w miejscu drewnianego wybudowała istniejący murowany dwór. Przebudowali go nieco później Turnauowie. W 1895 r. posiadłość większą, należącą do hrabiny Miroszowskiej podzielono pomiędzy trzech nowych właścicieli: Zofii Jordanowej tzw. „Brzezinki” (132 morgi), Macieja Orszuli tzw. „Orszulówka” (7 morgów) i Jozuego Maschlera (252 morgi). W 1896 r. właścicielem Zgłobic był hrabia Jan Zborowski, który poślubił 7 października 1896 r. Helenę z Męcińskich herbu Poraj, powieściopisarkę.

### I wojna światowa
10 listopada 1914 roku Austriacy wycofując się z Tarnowa przed nacierającą ze wschodu 3 armią rosyjską spalili drewniany most na Dunajcu. 16 listopada 1914 zbudowano tymczasową przeprawę przez Dunajec.

### Okres międzywojenny
Od 1929 w Zgłobicach działa Ochotnicza straż pożarna.
W lipcu 1934 r. wezbrane wody Dunajca uszkodziły most w Zgłobicach.

### PRL
Po rodzinie Zborowskich właścicielem posiadłości do roku 1945 był Adam Marszałkowicz. W posiadaniu Marszałkowiczów dwór wraz z 138 hektarami pól uprawnych, łąk, lasów i nieużytków pozostawał do roku 1950 lub 1951, kiedy to wraz ze wszystkimi nieruchomościami stał się własnością Skarbu Państwa. Po reformie rolnej dokonano podziału ziemi pomiędzy mieszkańców wsi. W 1961 otwarto siedzibę Gromadzkiej Biblioteki Publicznej w Zgłobicach. Została założona już w 1948, ale przez 13 lat bez własnego, stałego lokalu. We wsi zlokalizowano placówkę poczty oraz ośrodek zdrowia.

### Współcześnie
W 1990 nadano nazwy wszystkim ulicom. W 2007 część majątku wróciła do spadkobierców rodziny Marszałkowiczów. W 2010 dwór z parkiem nabył od nich Tadeusz Rzońca. O pozostałe zaś tereny toczyły się spory prawne z gminą Tarnów do 2019, kiedy to odkupiono tereny zabudowane w PRL szkołą podstawową, ośrodkiem zdrowia i boiskiem.

## Zabytki
Obiekty wpisane do rejestru zabytków nieruchomych województwa małopolskiego.
- Zespół dworski: dwór, 2 oficyny, park z aleją dojazdową;
- grodzisko.

Na planie katastralnym z 1848 r. zaznaczono zespół dworsko-parkowy pochodzący z pierwszej połowy XIX w. W drugiej połowie XIX w. na miejscu drewnianego wzniesiono murowany dwór i zasadzono nowe drzewa (aleję kasztanową). Wprowadzono też niewielkie zmiany w rozplanowaniu parku. Klasycyzujący dwór, otoczony parkiem z aleją dojazdową znajduje się w pewnym oddaleniu od traktu krakowskiego po jego południowej stronie. Usytuowany został na wyniosłym ponad otoczenie terenie, z elewacją południową zwróconą na godzinę jedenastą. Murowany, piętrowy, w części podpiwniczony dwór jest otoczony parkiem o powierzchni 4 ha oraz dwoma oficynami (m.in. tzw. dom ogrodnika - obecnie Willa w Dolinie, oraz domu dla gości - obecnie Willa na Wzgórzu). W 1895 r. posiadłość tę należącą do hrabiny Miroszowej podzielono. W 1886 r. właścicielem był hrabia Jan Zborowski. Po rodzie Zborowskich majątek przeszedł w ręce rodziny Turnau. W trakcie I wojny światowej dwór w wyniku bombardowania stracił dach. W 1922 r. Zofia Turnau otrzymała Zgłobice od swojego ojca Jerzego Turnaua. W 1924 r. Zofia Turnau wyszła za mąż za Adama Marszałkowicza, z którym zarządzała majątkiem aż do czasu reformy rolnej w 1945 r., kiedy to dobra przeszły w ręce skarbu państwa, mimo że nie przekraczały wymaganej powierzchni tj. 50 ha. W czasie wojny w budynku obok dworu została uruchomiona produkcja granatów ręcznych tzw. „Sidolówek” na użytek Armii Krajowej. Prowadził ją Jan Dębski, działacz Stronnictwa Ludowego „Piast”, poseł i wicemarszałek Sejmu RP, ukrywający się przed okupantem w Zgłobicach. Po wojnie mieściła się tu szkoła podstawowa, później Ośrodek Doradztwa Rolniczego i biblioteka. W 1974 r. zespół dworski wpisano do rejestru zabytków. Ostateczną decyzję o zwrocie majątku prawowitym właścicielom  Ministerstwo Rolnictwa podjęło w 2007 r.. W 2010 r. zdewastowany dwór wraz z parkiem nabył lokalny przedsiębiorca z branży hotelarskiej, Tadeusz Rzońca. Generalny remont budynku ukończono w 2014 r., otwarto w nim restaurację i butikowy hotel noszący nazwę Dwór Prezydencki. W 2015 r. alei dojazdowej do dworu nadano nazwę ul. Dworska, aby ułatwić dojazd gościom obiektu.

## Osoby związane z miejscowością
- Helena Zborowska z d.Męcińska (1876–1943), pseudonim literacki Blanka Halicka – w początkowych latach małżeństwa mieszkanka zgłobickiego dworu, autorka kilkunastu powieści i nowel traktujących m.in. o okresie powstania styczniowego, tłumaczka literatury francuskiej, inicjatorka zbiórki funduszy na odbudowę kościoła i szkoły w Adampolu[22][23][24].
- Jan Dębski (1889–1976) – polski polityk, wicemarszałek Sejmu I i II kadencji, w czasie okupacji ukrywał się w Zgłobicach[19].
- Adam Marszałkowicz (1896–1964) – mieszkaniec Zgłobic, komisarz rządowy Tarnowa, następnie prezydent Tarnowa do roku 1934.
- Stanisław Szelowski ps. Wendlicz (1895–1957) – urodzony w Zgłobicach, podoficer w Legionach Polskich[25][26], wójt Gminy Legionowo, burmistrz miasta Rembertów[26].
- Jerzy Adam Marszałkowicz (ur. 19 stycznia 1931 w Zgłobicach, zm. 13 maja 2019 w Nysie) – polski duchowny katolicki, założyciel Towarzystwa Pomocy im. św. Brata Alberta
- Jakub Ochnio (ur. 1990) – mieszkający w Zgłobicach fotoreporter i ratownik[27].